# Ike Eisenmann
Ike Eisenmann (* 21. Juli 1962 in  Houston, Texas) ist ein US-amerikanischer Schauspieler, der seine Karriere in den 1970er Jahren als Kinderdarsteller begann.

## Leben
Eisenmann wirkte seit Anfang der 1970er Jahre in amerikanischen Fernsehserien mit. Bekannt wurde er 1975 in einer Hauptrolle in dem von Disney produzierten Fantasyfilm Die Flucht zum Hexenberg sowie dessen Fortsetzung Der Sieg der Sternenkinder (1978). 1982 erhielt er eine Nebenrolle in dem Film Star Trek II: Der Zorn des Khan, die jedoch weitgehend aus der Kinofassung des Films herausgeschnitten wurde. 2009 hatte Eisenmann einen Gastauftritt in dem Film Die Jagd zum magischen Berg mit Dwayne Johnson, welcher ein Remake von Die Flucht zum Hexenberg ist.
Neben seiner Tätigkeit als Schauspieler ist Eisenmann auch als Synchronsprecher tätig.

## Filmografie (Auswahl)
- 1972–1974: Rauchende Colts (Fernsehserie, Gastauftritt, 3 Folgen)
- 1973: Kung Fu (Fernsehserie, Gastauftritt)
- 1973: Notruf California (Fernsehserie, Gastauftritt)
- 1975: Abenteuer der Lüfte (The Skys Limit)
- 1975: Die Flucht zum Hexenberg (Escape to Witch Mountain)
- 1975: Die knallharten Fünf (Fernsehserie, Gastauftritt)
- 1975: Die Gangsterschlacht von Kansas City (Fernsehfilm)
- 1977: The Fantastic Journey (Fernsehserie, 10 Folgen)
- 1976–1978: Unsere kleine Farm (Fernsehserie, 2 Folgen)
- 1978: Der Sieg der Sternenkinder (Return from Witch Mountain)
- 1978: CHiPs (Fernsehserie, Gastauftritt)
- 1978: Terror aus den Wolken - Killer Bienen 2 (Terror out of the Sky, Fernsehfilm)
- 1979: Wonder Woman (Fernsehserie, Gastauftritt, 2 Folgen)
- 1979: Fantasy Island (Fernsehserie, Gastauftritt)
- 1980: Die Formel (The Formula)
- 1982: Star Trek II: Der Zorn des Khan (Star Trek II: The Wrath of Khan)
- 1983: T.J. Hooker (Fernsehserie, Gastauftritt)
- 1983: Cross Creek – Ich kämpfe um meine Freiheit (Cross Creek)
- 2009: Die Jagd zum magischen Berg (Race to Witch Mountain)